# Bos op Houwingaham

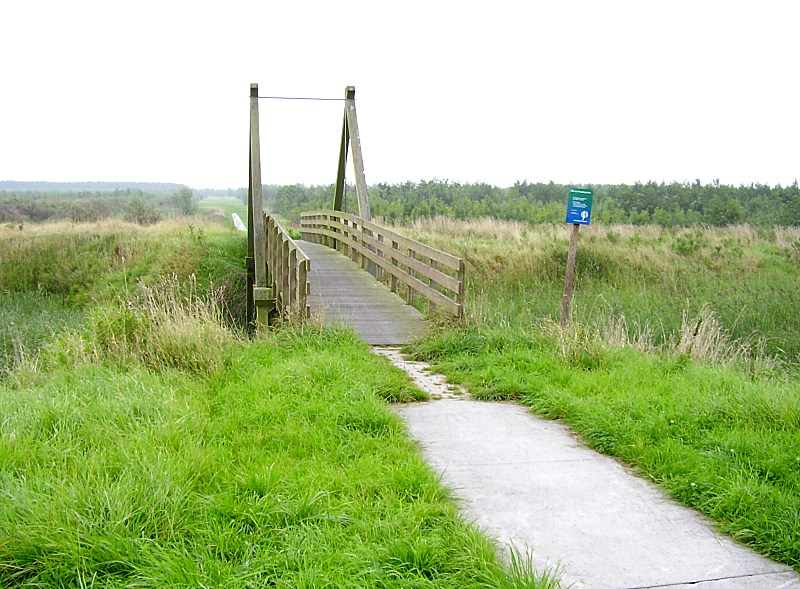
Fietspad door het bos

Het Bos op de Houwingaham is een Nederlands bos ten zuiden van Bad Nieuweschans, grotendeels in de Groningse gemeente Oldambt, een klein gedeelte in de gemeente Westerwolde, en is in handen van Staatsbosbeheer. Het wordt aan de westzijde grotendeels begrensd door het B.L. Tijdenskanaal, aan de oostzijde door de grens met Duitsland en aan de noordzijde door de Westerwoldse Aa en de A7. Aan de overzijde van de Westerwoldse Aa ligt het natuurgebied A-dijken van Staatsbosbeheer.
Het bos is aangelegd tussen 1998 en 1999 in het kader van het project Herinrichting Oost Groningen, waarbij hier de vergroting van de bergingscapaciteit van de Westerwoldse Aa, het aanleggen van nieuwe natuur en het vergroten van de mogelijkheden tot recreatie centraal stond. Het gebied omvat naast loofbos ook natte gebieden die plas-dras staan en er is ook een plas die in verbinding staat met de Westerwoldse Aa. Door het bos lopen wandelpaden en een fietspad dat begint bij de Hamdijk, vlak bij de brug over het B.L. Tijdenskanaal, en eindigt bij Bad Nieuweschans. Het noordelijke gedeelte van het fietspad loopt over de kruin van een dijk. De LF 9 NAP-route loopt over dit fietspad. Aan de Hamdijk bij de brug over het B.L. Tijdenskanaal bevindt zich  Booneschans.
De naam verwijst naar het dorpje Houwingaham dat op deze plek lag maar dat in de middeleeuwen door de Dollard is verzwolgen. In 1998 werden resten van huizen teruggevonden onder het door de Dollard afgezette kleidek van 1,5 meter